# خطف أورسولا هيرمان
حدث اختطاف أورسولا هيرمان عام 1981 في جمهورية ألمانيا الاتحادية . اختفت الفتاة البالغة من العمر 10 سنوات يوم الثلاثاء الموافق 15 سبتمبر 1981 وعثر عليها ميتة في ظروف غامضة.

## الأحداث
كانت هيرمان تقوم برحلة بين منزل ابنة عمها ومنزلها ، لمدة عشر دقائق على دراجتها عندما اختفت. أثار الاختفاء عملية بحث فورية لم تسفر عن شيء.
بعد يومين ، تم إجراء مكالمات خفية إلى منزلها ، تتكون فقط من أغنية راديو . بعد ثلاثة أيام ، وصلت مذكرة فدية ، على ما يبدو ، في وقت متأخر عما كان ينوي الخاطفون ، مطالبة بمليوني مارك ألماني ، موضحًا أن الأغنية كانت تهدف إلى الحصول على رد بنعم أو لا بشأن دفع الفدية. في المكالمة التالية ، أكدت والدة أورسولا أنه سيتم دفع الفدية ، لكنها لم تتلق أي اتصال من الخاطفين. وبدلاً من ذلك ، وصلت رسالة يوم الاثنين ، 21 سبتمبر ، تحتوي على تعليمات دفع فدية لموقع غير مذكور. تم رفع مبلغ الفدية ، لكن لم تصل أية تعليمات أخرى.

### ديسكفري
بعد أسبوعين من اختفاء أورسولا ، تم إجراء بحث عن الشبكة في الغابة حيث اختفت أورسولا. بعد أربعة أيام من البحث ، عثرت الشرطة على جثة أورسولا هيرمان في صندوق مدفون في الغابة. كان الصندوق مزودًا بتهوية وطعام وأضواء ومواد للقراءة وراديو ودلو مرحاض ، لكن أنابيب التهوية التي تم توفيرها لم تسمح بتبادل هواء كافٍ. خلص تشريح الجثة إلى أنها ماتت اختناقًا في غضون ساعات من وضعها في الصندوق ، وأنه ربما تم تخديرها.

### التحقيق الأولي
حدد التحقيق فيرنر مازوريك ، أحد جيران هيرمانز ، كشخص مهم في القضية. كشف التحقيق أن لديه مهارات ودوافع ، لكن كان لديه عذر. ومع ذلك ، صرح كلاوس بفافينغر ، صديق مازوريك ، للشرطة أنه تم تعيينه من قبل مازوريك لحفر حفرة في الغابة لكنه تراجع في وقت لاحق عن ادعائه. توقفت القضية ، دون إحراز تقدم حتى عام 2007. مع اقتراب قانون التقادم لمدة ثلاثين عامًا ، تم وضع مازورك تحت المراقبة واعتقل في النهاية واتهم مع زوجته. بحلول هذا الوقت ، مات Pfaffinger.
قدمت محاكمة عام 2008 تصريحات Pfaffinger وأدلة الطب الشرعي على أن جهاز التسجيل الموجود في منزل Mazurek يمكن أن يكون الجهاز المستخدم لتشغيل أغنية الراديو في المكالمات إلى Herrmanns. أدين مازورك وحكم عليه بالسجن مدى الحياة ولكن زوجته بُرئت. في عام 2015 ، تم رفع دعوى مدنية للحصول على تعويض من قبل شقيق أورسولا مايكل هيرمان. كان مايكل قد أبدى تحفظات بشأن إدانة Mazurek واستخدم الإجراء لإعادة النظر في القضية. في عام 2018 ، أكدت المحكمة فعليًا حكم المحاكمة الجنائية وحكمت على هيرمان بتعويضات جزئية.

## تحقيقات الشرطة والجريمة
ثبت أن هيرمان قد تم اختطافه ووضعه في مخبأ مُعد في غابة وينجارتن. تم دفنها في أرضية الغابة في صندوق بقياس 72 سم × 60 سم × 139 سم ، به أضواء وبطانيات وطعام ومواد للقراءة وجهاز راديو مضبوط على بايرن 3 ودلو مرحاض. تم توفير نظام أنابيب للتهوية مغطاة بأوراق الشجر. ومع ذلك ، مع الأوراق المبتلة وعدم وجود حركة هوائية قسرية ، لم يوفر التبادل الكافي للهواء ، بحيث اختنقت الفتاة ما بين 30 دقيقة وخمس ساعات بعد وضعها في الصندوق. أشارت نتائج تشريح الجثة إلى أنها لم تكافح أو تتحرك خلال فترة وجودها في الصندوق ، وربما تم تخديرها.
أجرى الجناة مكالمات هاتفية مشفرة لعائلة أورسولا في 17 سبتمبر ، حيث عزفوا نغمة راديو بايرن 3 المميزة في محاولة للحصول على رد بشأن دفع الفدية. ومع ذلك ، لم يتم استلام الرسالة التي تطالب بالفدية ، المكونة من خطابات مقطوعة ، حتى 18 سبتمبر ، أي بعد يوم من بدء المكالمات. وأوضحت المذكرة أنه يجب الرد على الأغنية بتأكيد تسليم الفدية. الرفض أو محاولة الاتصال بالشرطة سيؤدي إلى وفاة الفتاة. تم استدعاء الشرطة بمجرد اختفاء أورسولا ، لكن البحث الأولي وجد دراجتها فقط. في 21 سبتمبر / أيلول ، وصل خطاب آخر به تعليمات مفصلة لتسليم الأموال ، لكن دون تحديد مكان التسليم. بعد ذلك ، لم ترد أية اتصالات أخرى. بعد أسبوعين من أورسولا
كان الصندوق أكبر من أن ينقله شخص واحد إلى الموقع ، ويزن 60 كجم ، وافترضت الشرطة أن أكثر من شخص متورط. أدت النصائح إلى Werner Mazurek ، وهو مصلح تلفزيوني يبلغ من العمر 31 عامًا ، والذي كان جارًا لعائلة Herrmann والمعروف أنه مدين. بعد يوم واحد دون أن يتذكر مكان وجوده ، عرض مازوريك في النهاية كذريعة أنه كان يلعب لعبة المخاطرةمع زوجته واثنين من أصدقائه. ومع ذلك ، تم القبض على مازورك في يناير 1982 واستجوب لعدة أيام قبل إطلاق سراحه. في فبراير ، صرح كلاوس بفافينغر ، أحد معارف مازوريك ، أثناء استجوابه أن مازوريك طلب منه حفر حفرة في الغابة ، وأنه رأى صندوقًا في الحفرة. ومع ذلك ، لم يستطع Pfaffinger قيادة الشرطة إلى موقع الدفن وتراجع عن قبوله. لم يتم إحراز أي تقدم آخر في التحقيق ، باستثناء اكتشاف سلك في الغابة ، يبدو أنه استخدم للتنبيه أثناء عملية الاختطاف.
في عام 2005 ، تم استخدام تحليل الحمض النووي لفحص الأدلة الموجودة في الصندوق ، ولكن لم يتم العثور على مطابقات مفيدة. بحلول ذلك الوقت ، كان قانون التقادم لمدة ثلاثين عامًا للاختطاف مع عواقب مميتة يقترب ، وتمت إعادة فحص المشتبه بهم الرئيسيين. توفي بفافينغر ، لكن تم وضع مازوريك تحت المراقبة ، وفي أكتوبر / تشرين الأول 2007 تم تفتيش منزله وقدم مازورك عينة من اللعاب. لم يتم الحصول على تطابق بين الأدلة و Mazurek.
أثناء تفتيش منزل مازورك ، صادرت الشرطة جهاز تسجيل. طورت الشرطة نظرية مفادها أن جهاز التسجيل قد تم استخدامه للعب أغنية Bayern 3 في المكالمات إلى Herrmanns. تم القبض على مازورك وزوجته في 28 مايو 2008 واتهموا بارتكاب الجريمة.

## محاكمة
بدأت المحاكمة في فبراير 2009. وقدمت الشرطة أدلة على الصعوبات القانونية السابقة التي واجهها مازوريك ، بما في ذلك إدانته بالاحتيال عام 2004 ، والقسوة على الحيوانات. ثبت أن Mazurek لديه الوسائل اللازمة لبناء الصندوق ، وأنه قد استمع إلى اتصالات الشرطة أثناء البحث ، وأنه مدين. أظهرت أدلة المراقبة أن مازورك ناقش قانون التقادم مع صديق. كان مسجل الشريط Grundig Model TK 248 موضوع تقرير جنائي مفصل. ووفقًا للتقرير ، فإن جهاز التسجيل به عيوب فنية يمكن التعرف عليها في رموز الأغنية التي ظهرت في المكالمات الهاتفية المسجلة لعائلة هيرمان. كما قدم المدعون اعتراف Pfaffinger المجهض ، مع شهادة بأن Pfaffinger كان مضللاً عمدًا ، وأنه وصف الصندوق بدقة ومكان دفنه. كانت الأدلة ظرفية تمامًا ، وتم التأكيد على الأصوات المميزة للمسجل عند تشغيلها من قبل الادعاء. أكد Mazurek أنه اشتراه من سوق للسلع الرخيصة والمستعملة في الأسبوع الذي سبق الغارة ، ولكن لم يتم العثور على تأكيد من البائعين.
فحص الدفاع بيان Pfaffinger وكشف أن اعتراف Pfaffinger لم يتم تسجيله بشكل متزامن: تم تدوينه من قبل المحققين بعد أسابيع ، ولم يتم التوقيع عليه مطلقًا. اتخذ شقيق أورسولا ، مايكل ، الإجراء غير العادي المتمثل في الإدلاء ببيان مكتوب إلى المحكمة ، ذكر فيه أن تحليل جهاز التسجيل كان «غير مكتمل أو من جانب واحد».
وطالب المدعي العام في أوغسبورغ بالسجن مدى الحياة. وجدت المحكمة الجنائية ، المؤلفة من ثلاثة قضاة واثنين من المحلفين ، أن مازورك مذنب ، وفي 25 مارس 2010 ، حُكم على مازورك بالسجن مدى الحياة بتهمة السطو على البشر مع عواقب وخيمة. تمت تبرئة زوجته.

## قضية مدنية
رفع مايكل هيرمان ، شقيق أورسولا ، دعوى مدنية أمام محكمة أوغسبورغ المحلية ضد مازوريك في عام 2013 ، مطالبًا بتعويض قدره 20 ألف يورو ، لأنه تعرض لأضرار لحقت بصحته من خلال القضية الجنائية.  أصبح مايكل مقتنعًا بشكل متزايد بأن Mazurek قد أدين خطأً بناءً على أدلة خاطئة ، وأن إجراء المحكمة سيكون وسيلة لإعادة النظر في القضية.
وصلت القضية إلى المحاكمة في عام 2016. وعلى الرغم من معارضة القضاة الذين كانوا على علم بدوافع مايكل هيرمان في الإجراءات ، استمرت المحاكمة لمدة عامين. تم تقديم دليل يفضح تحليل جهاز التسجيل ، إلى جانب تحليل الطب الشرعي لملاحظات الفدية التي خلصت إلى أن مؤلف المذكرة كان متحدثًا ألمانيًا أصليًا متعلمًا وكان يتظاهر بأنه أجنبي ، وأن الكتابة لا يمكن أن تكون من إنتاج مازوريك .
تم الانتهاء من القضية في مايو 2018 ، مع حكم قضى على Mazurek بدفع 7000 يورو لـ Herrmann. وبذلك ، أكدت المحكمة فعليًا أن مازوريك قد اختطف أورسولا هيرمان.
في مايو 2019 ، قدم مايكل هيرمان أدلة جديدة إلى السلطات القضائية بخصوص مذكرة الفدية. زعم هيرمان أنه يمكن تمييز آثار الضغط من الرسومات الرياضية المقابلة لعمل الفصل في المرحلة الثانوية العليا في الملاحظة.